# Biskra
Biskra (tiếng Ả Rập: بسكرة) là một thành phố thủ phủ của tỉnh Biskra của Algérie. Thành phố có tổng diện tích km², trong đó diện tích đất là km², dân số theo ước tính năm 2005 là 207.987 người. Đây là thành phố lớn thứ 11 Algérie.